# Бакулі
Бакулі́ (рос. Бакули) — присілок у складі Слободського району Кіровської області, Росія. Входить до складу Стуловського сільського поселення.
Населення становить 126 осіб (2010, 70 у 2002).
Національний склад станом на 2002 рік — росіяни 94 %.